# Sundre församling
Sundre församling var en församling i Visby stift. Församlingen uppgick 2006 i Hoburgs församling.
Församlingskyrka var Sundre kyrka.

## Administrativ historik
Församlingen har medeltida ursprung. 
Församlingen utgjorde på medeltiden ett eget pastorat för att därefter till 1937 vara annexförsamling i pastoratet Vamlingbo och Sundre. Från 1937 till 2006 var församlingen annexförsamling i pastoratet Öja, Hamra, Vamlingbo och Sundre som 1962 utökades med Fide församling. År 2006 uppgick församlingen i Hoburgs församling tillsammans med övriga församlingar i pastoratet.
Församlingskod var 098092.